# 좌원 전투
좌원 전투(坐原大捷)는 고구려 신대왕 8년인 172년, 한나라의 침입에 맞서 명림답부의 지휘 아래 고구려가 대승을 거둔 전투이다.

## 배경
165년 고구려의 연나부(椽那部) 조의(皂衣)였던 명림답부는 쿠데타를 일으켜 차대왕을 시해하고, 왕의 동생 백고(佰固)를 고구려 제8대 왕(신대왕)으로 옹립했다. 명림답부에게는 고구려 최초의 국상(國相)의 지위가 주어졌으나, 그는 지위를 남용하지 않았고, 고구려의 국력을 경제적, 정치적, 군사적으로 증강시켰다.

## 전투
서기 169년, 한(漢)의 현도태수(玄菟太守) 경림(耿臨)이 군대를 이끌고 고구려를 침입하였다. 침입에 대비하여 고구려 군은 우물을 메우고, 적군이 주변 들판에서 식량을 조달할 수 없도록 청야 전술을 폈다. 또, 해자를 파고, 고구려 도성 국내성 밖 좌원(坐原)이라 불리는 곳에 여러 방어선을 구축했다. 고구려 군은 요새로 퇴각하여, 적군이 도달할 때까지 그곳을 지켰다. 포위한 지 며칠이 지나, 한나라의 군대는 지칠대로 지쳐 퇴각하기 시작했고, 명림답부는 그 기회를 이용하여 한나라 군을 매복 습격하였다. 삼국사기에 따르면, 살아 돌아간 자가 없었다고 한다. 생존자나 전투의 여파는 어떠한 중국 사료에도 기록되어 있지 않다.

## 전쟁 이후
좌원 전투의 영웅 명림답부는 전공으로 좌원과 질산을 식읍으로 하사받았으며, 179년, 113세를 일기로 삶을 마쳤다.

## 같이 보기
- 고조선-한 전쟁